# Покров Богородичен (фондация)
Фондация „Покров Богородичен“ е фондация, развиваща социална и просветна дейност, свързана с Българската православна църква и създадена през 1994 г. Фондацията е частна организация и не е свързана формално с ръководството на Църквата. Сред основните проекти са създаването на Енорийски център (към едноименния храм „Покров Богородичен“ в София), Медицински център (за грижи за хора с увреждания), Детски дневен център (за деца с обучителни затруднения), Ателие-книжарница „Къща за птици“ и множество други проекти. Фондацията издава активно литература, популяризираща православието, ориентирана предимно към младата аудитория, чрез своето издателство „Омофор“ („покров“ на гръцки).